# ケイレブ・スワニガン
ケイレブ・スワニガン（Caleb Swanigan, 1997年4月18日 - 2022年6月20日）は、アメリカ合衆国インディアナ州インディアナポリス出身の元プロバスケットボール選手。NBAのポートランド・トレイルブレイザーズなどに所属していた。

## 来歴

### 生い立ち
貧しい家庭に育ち、幼少時はインディアナポリスとユタ州を行き来する生活を送っていた。不安定な生活をする中で、13歳の頃には身長188cm・体重160kgあった。その後、バスケットボールをしていた兄の紹介もあり元アメリカンフットボールの選手であり、バスケットボール指導者であるルーズベルト・バーンズと養子縁組を結び、本格的にバスケットを始めることになった。

### 学生時代
インディアナ州フォートウェインにあるホームステッド高校時代に州王者を経験。平均22.6得点 13.7リバウンドをマークし、インディアナ州のMr.バスケットボールや2015年のマクドナルド・オール・アメリカンに選出され、全米級の有望株へと成長を遂げた。また、この頃の体重は120kgにまで減っていた。
バーンズと同じパデュー大学へ進学し、1年次に平均10.2得点 8.3リバウンドを記録し2016年のNBAドラフトにエントリーするも最終的に大学へ残ることを決めた。2年次にはさらに成績を伸ばし平均18.5得点 12.5リバウンド(全米第2位)をマーク。NCAAでは大黒柱としてエリートエイトに導き2017年のNCAAオールアメリカンファーストチームに選ばれるなどし評価を高め2017年のNBAドラフトではアーリーエントリーを表明ポートランド・トレイルブレイザーズに1巡目全体26位で指名を受けた。

### 死去
2022年6月20日（現地時間）夜半に、インディアナ州フォートウェインの病院で死去した。アレン郡の検死局は自然死であったという報告をしている。25歳没。

## プレイスタイル
大柄な体格ながらパワーと俊敏さを兼ね備えており、リバウンドにも優れている点が、かつてのブレイザーズの主力であり同じ背番号を背負っていたザック・ランドルフに例えられることが多い。

## その他
学生時代から着用している背番号50は実の父親が亡くなった年齢であり、偲ぶ意味を込めている。